# Михайлово-Верескуновское
Михайлово-Верескуновское — деревня в Удомельском районе Тверской области.

## История
25 мая 2019 года распоряжением Правительства РФ переименована деревня Михайлово в Михайлово-Верескуновское.

## Население
| 2010 |
| ---- |
| 37   |